# Édouard Boubat
Édouard Boubat, né le 13 septembre 1923 et mort le 30 juin 1999 à Paris, est un photographe français.
Il fait partie des trois photographes principaux de la revue Réalités où il a travaillé de 1951 à 1969. Il est, avec Brassaï, Willy Ronis, Robert Doisneau, Izis, l'un des principaux représentants de la photographie humaniste française. Son œuvre empreinte de poésie fera dire de lui à Jacques Prévert : « Boubat, un correspondant de paix ».

## Biographie
Il est né à Paris le 13 septembre 1923,. Après une enfance à Montmartre, Édouard Boubat passe en 1937 le concours de l'école Estienne. Reçu, il y étudie la photogravure de 1938 à 1942. Réquisitionné pour deux années de service du travail obligatoire en Allemagne, ce n'est qu'après la guerre qu'il s'initie à la photographie. Sa première photographie, La petite fille aux feuilles mortes reçoit en 1947 le prix Kodak. Il devient ensuite, en 1951, reporter collaborateur permanent pour le mensuel Réalités puis photographe indépendant de 1968 à sa mort. Pour Frank Horvat, « Boubat regarde le monde comme s'il venait de débarquer et comme si ses yeux venaient de s'ouvrir ».

### 1945-1949: la période Lella.
Avec son premier appareil photo, un Rolleicord format 6 × 6, Boubat réalise ses premières photographies dont les photographies d'une jeune femme, Lella, rencontrée à la Libération et avec qui il vit de mai 1945 à fin 1949. Elle est alors son grand sujet et modèle.
La revue Camera le publie pour la première fois en 1950, année où il réalise l'Arbre et la Poule, une des photographies emblématique de son œuvre. Il commence ensuite à être publié dans différents magazines.

### 1951-1967: reporter-photographe au magazineRéalités
À partir de 1949-1950, il fait la connaissance des photographes Brassaï, Robert Frank, Henri Cartier-Bresson puis Eugene Smith qui a souhaité le rencontrer lors d'un de ses passages à Paris. Il effectue ses premiers voyages en Italie et en Espagne et est publié dans la revue américaine de photographie US Camera (textes de Louis Stettner).
En 1951, il rencontre Picasso qui commente ses premières images. Robert Delpire (qui vient de créer la revue Neuf) l'invite à exposer à la galerie La Hune, à Paris, en compagnie de Brassaï, Doisneau, Facchetti et Izis, exposition à la suite de laquelle il rencontre Albert Edouard "Bertie" Gilou (1910-1961), fondateur directeur artistique de la revue Connaissance des Arts et directeur artistique du magazine Réalités.
Après un premier reportage intitulé Les artisans de Paris (1951) puis un deuxième sur Le Pèlerinage de Saint Jacques de Compostelle en Espagne (1952), il devient collaborateur permanent de Réalités.
En 1955, il participe à l'exposition The Family of Man au MoMA à New York.

### 1969-1999: période freelance et Agence Rapho

Édouard Boubat à Bagneux (92) dans les années 1980 lors d'une conférence avec le public à la bibliothèque Louis Aragon à l'occasion d'une de ses expositions.

En 1968, il redevient photographe indépendant.
En 1970, après un voyage en Iran, il rejoint l'agence Top/Rapho fondée par Raymond Grosset. Il poursuit en parallèle une carrière indépendante qui le mène au Canada (1972), au Népal, en Inde à Mithila (1973), au Japon, en Roumanie, à Bodgaya pour les fêtes tibétaines (Inde du Nord) (1974), au Pérou (1975), au Kenya (1981), au Brésil (1985)…
En 1971, il est l'invité d'honneur des Rencontres internationales de la photographie d'Arles, qui lui consacrent une soirée de projection intitulée « Édouard Boubat et Lucien Clergue », présentée par Michel Tournier. Trois années plus tard, il rencontre Marguerite Duras, avec qui il collabore pour le film India Song. En 1978, il voyage au Mexique et rencontre le photographe Manuel Álvarez Bravo, dont il fera le portrait.
En 1985, la maison d'édition Nouvelles Images, relayée ensuite par les éditions du Désastre, commence à publier ses photos sous différentes formes : cartes postales, affiches, marque-pages… En 1995, il est invité d'honneur de la croisière de la photo, aux Caraïbes avec Sebastião Salgado. Depuis toujours intéressé par les arts de la rue, son dernier reportage porte sur le cirque Romanès, à Paris (1997/1999).
Il a fait des portraits de nombreuses personnalités tels que : Gaston Bachelard, Claude Levi-Strauss, Henri Troyat, Joseph Kessel, Julien Green, Ingmar Bergman, Rudolf Noureiev, Jean Paulhan, André Maurois, Emil Cioran, Robert Doisneau, Jean Genet, Marguerite Yourcenar, Alice Sapritch, Isabelle Huppert, Harold Pinter, Peter Klasen, Eugène Ionesco, Miss.Tic, Juliette Binoche ou Simon Hantaï.
Il meurt le 30 juin 1999 à Paris, d'une leucémie,.

## Publications

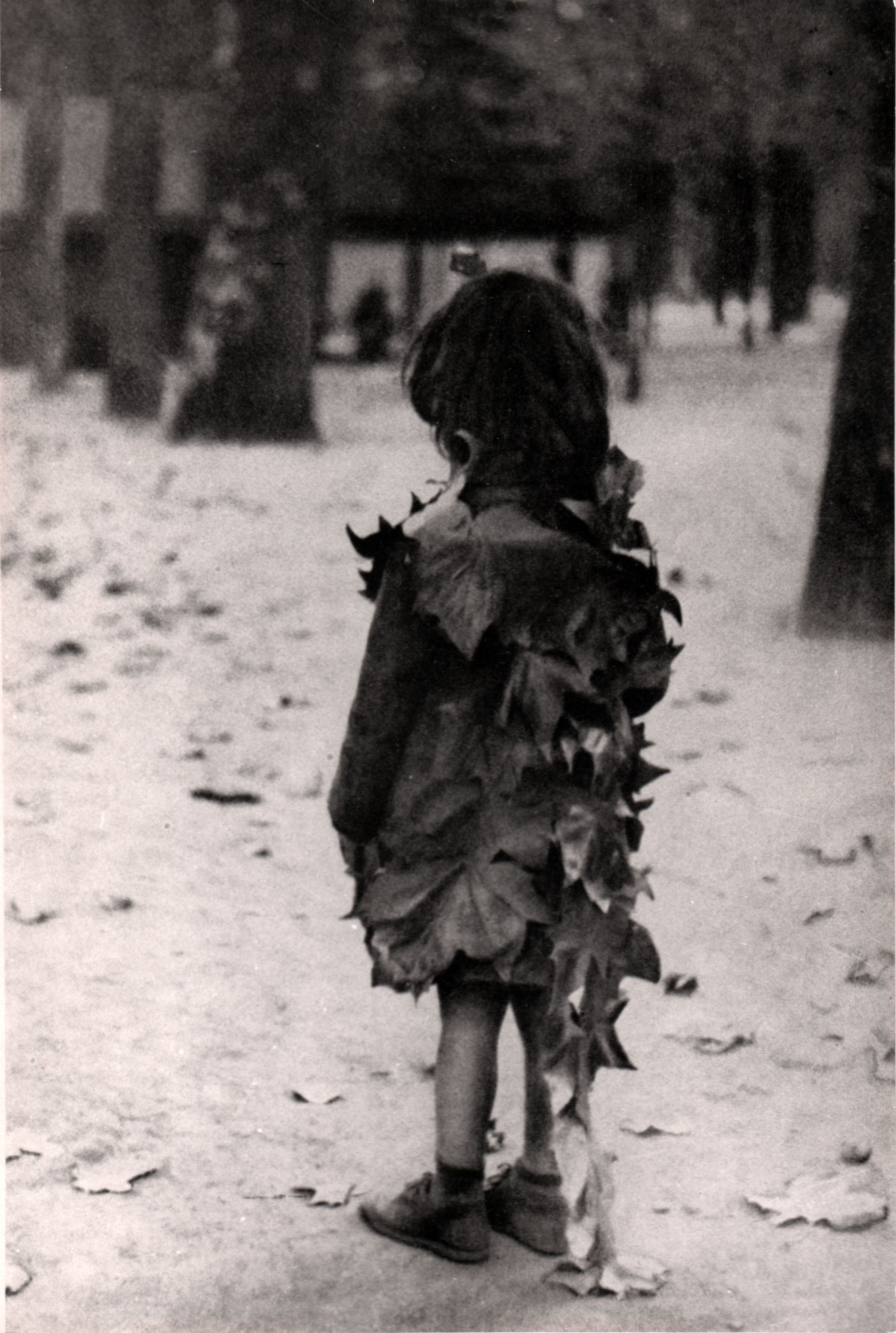
La petite fille aux feuilles mortes, Jardin du Luxembourg, Paris, 1947.

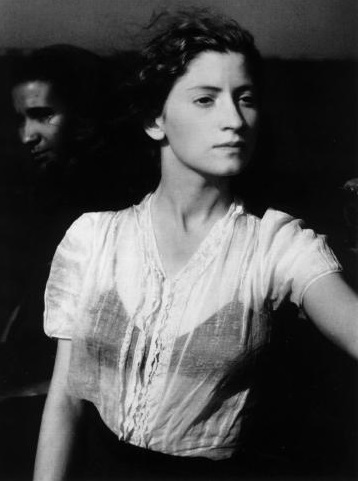
Lella, Bretagne, 1947.

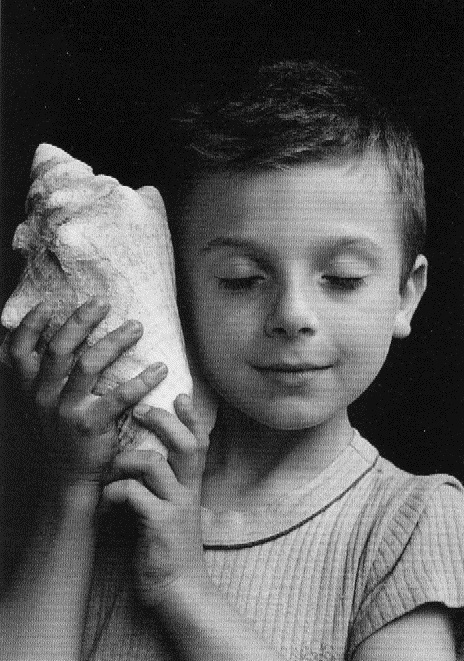
Remi écoutant la mer, Paris, 1995.

### Photographies
Un grand nombre de photographies de Boubat sont devenues des icônes, parmi lesquelles on peut citer :
- La petite fille aux feuilles mortes, Jardin du Luxembourg, Paris, 1947.
- Lella, Bretagne, 1947.
- Parc de Saint-Cloud, Paris, 1981.
- Pêcheur de Chine, 1982, 30 × 40 cm, Musée d'art de Toulon.

### Recueils de photographies (sélection)
- Terre d'images, numéro 25, vendredi 6 mai 1966, p. 1, dans le cadre du compte-rendu de Chambre Noire : Le paysan à l'œuf et p. 3, dans le Dictionnaire des photographes : La petite fille aux feuilles mortes.
- Miroirs autoportraits, De-noël, 1973.
- La Survivance, Mercure de France, 1976  (ISBN 2-71520-011-0).
- Boubat par Boubat, Fondation nationale de la photographie, Lyon, 1979.
- Préférées, Paris, contrejour,1980  (ISBN 978-2859491024).
- Pauses, Paris, Contrejour, 1983.
- Lella, Paris, Contrejour, 1987.
- Édouard Boubat, coll. « Photo Poche », Paris, Éditions CNP , , 1988.
- Les Boubats de Boubat, Paris, Belfond, 1989.
- Le Paris de Boubat, Paris Audiovisuel et Paris Musées, 1990.
- Vues de dos, Texte de Michel Tournier, Paris, Gallimard, 1981.
- Mes chers enfants, Paris, Phébus, 1991.
- Amoureux de Paris, Paris, ¨Presses de la Cité, 1993.
- Comme avec une femme, Paris, Presses de la Cité, 1994.
- Carnets d'Amérique, Paris, Édition Complexe, Paris, 1995.
- La vie est belle, Paris, Assouline, 1996.
- avec Christian Bobin  : Donne-moi quelque chose qui ne meure pas, Paris, Gallimard, 1996  (ISBN 2070115224).
- Méditerranée, Motta/Italie, 1998.
- La Bible de Boubat, Nantes, 1998.
- La Photographie : l'art et la technique du noir et de la couleur, Paris, Le Livre de poche, 2006  (ISBN 978-2253050209), p. 224.
- avec Olivier Delhoume, « Mes photos », interview réalisée en 1986, Photofan, no 9, 14 février 2006, p. 58-65.

### Écrit sur la photographie
- La photographie, Paris, Le livre de poche, première édition 1974, juin 1989.

### Filmographie
- Édouard Boubat, L'art et les Hommes de Jean-Marie Drot, 55 min, 1981.

## Prix et récompenses
- En 1947, il reçoit le 1er prix Kodak au deuxième Salon international de la Photographie de la Bibliothèque nationale de France, où est exposée : La petite fille aux feuilles mortes ;
- En 1971, Édouard Boubat obtient la médaille David Octavius Hill ;
- En 1972, il reçoit une mention pour son livre Femmes à l'occasion du Prix du Livre des Rencontres d'Arles. Il y est de nouveau exposé en 1974 pour l'exposition Filleuls et parrains ;
- En 1977, il reçoit le Grand prix du Livre des Rencontres d'Arles pour son ouvrage La Survivance ;
- En 1984, il reçoit le Grand Prix national de la photographie à Paris pour l'ensemble de son œuvre ;
- En 1988, il reçoit le Prix de la Fondation Hasselblad ;
- En 1985, il est fait officier de l'ordre des arts et des Lettres puis commandeur des arts et des Lettres en 1997.

Édouard Boubat encouragea la création de la première galerie photographique à Paris, la Galerie Agathe Gaillard, par laquelle il fut ensuite représenté.

## Expositions (sélection)
- 1967 : Moderna Museet, Stockholm ;
- 1973 : Bibliothèque nationale de France, Paris ;
- 1979 : Fondation nationale de la photographie, Lyon ;
- 1980 : Musée d'art moderne de la ville de Paris ; galerie Portfolio, Lausanne ; Southavra, en Australie ; * Fay Gold Gallery d'Atlanta, États-Unis ;
- 5 janvier - février 1985 : Marges, Galerie Agathe Gaillard, Paris[11].
- 1987 : Une aventure Poétique, exposition itinérante au Musée d'art moderne de Séoul, et au Japon ;
- 1989 : Vision Gallery de San Francisco ;
- 1990 : Musée Carnavalet, dans le cadre du Mois de la photo, Paris ;
- 1992 : Le Paris de Boubat, exposition itinérante à New York et Hambourg ;
- 1995 : Centre Georges-Pompidou, Paris ;
- mai - août 1997 : Édouard Boubat d'Amérique, exposition de 45 tirages, Centre Américain de Francfort ;
- 1998 : Lella, Maison européenne de la photographie, Paris, dans le cadre du Mois de la photo ;
- 2015 : Festival de photographie méditerranéenne Photomed, Sanary-sur-mer.

## Participation à des émissions radiophoniques
- A vos souhaits, France-Inter, 1976 ;
- Autoportrait, 1978 ;
- Atout Cœur, Radio Notre Dame, et Radio Bleue, 1989 ;
- Agora, France Culture, 1988, 1992, 1994 ;
- Fort Intérieur, Synergie et À Mots découverts, 1996 ;
- Le Bon Plaisir, France Culture, 1999.